# Kanton Saint-Leu (Réunion)
Saint-Leu is een kanton van het Franse overzeese departement Réunion. Het kanton maakt deel uit van het arrondissement Saint-Paul. In 2021 telde het 37.009 inwoners.
Het kanton werd gevormd ingevolge het decreet van 24 februari 2014 , met uitwerking op 22 maart 2015, met Saint-Leu als hoofdplaats.

## Gemeenten
Het kanton omvat de volgende gemeenten:
- Saint-Leu (deel)
- Trois-Bassins